# Daniel Elsner
Daniel Elsner (Memmingerberg, Alemania Federal, 4 de enero de 1979) es un tenista alemán, su mayor puesto fue el número 92 en el ranking de la ATP.
En su juventud, Elsner estuvo considerado uno de los tenistas más talentosos del mundo, llegando a ser número 2 del mundo en las categorías júnior.